# El Bequetero
El Bequetero és una pasdoble compost el 1942 per Gustavo Pascual Falcó, conegut també per ser el compositor de Paquito el Chocolatero, del 1937.
Es tracta d'un pasdoble de cercavila, amb ritme, molt simple, energia i que s'enganxa. Va ser creada per a la filà Bequeteros de Cocentaina, fundada al 1941'. Així mateix, está considerat l'himne de la Festa Major de Mataró, coneguda com Les Santes.
Està formada per una introducció de tres compassos binaris de 2/4. El trio segueix el tema principal sense cap transacció, i es repeteix dues vegades. El primer trio és més piano, amb l'acompanyament del compte fins a 15, i el segon té un volum més fort, on es substitueix la trompeta pel trombó. Té un tempo ràpid i constant, no té adorns com els pasdobles taurins, així que és un pasdoble atípic. El tema principal està en sol major.